# Арджелюжа
Арджелюжа, Ардзялужа (пол. Ardżeluża, Ardziałuża) — гірський потік в Україні, у Верховинському районі Івано-Франківської області на Гуцульщині. Правий доплив Пруту, (басейн Дунаю).

## Опис
Довжина річки приблизно 7,10 км, найкоротша відстань між витоком і гирлом — 3,89  км, коефіцієнт звивистості потоку — 1,83 . Формується багатьма безіменними гірськими струмками. Потік тече у гірському масиві Покутсько-Буковинських Карпатах (зовнішня смуга Українських Карпат).

## Розташування
Бере початок на південно-східних схилах гори Кітулувка (1382 м) (пол. Kituluwka). Спочатку тече на південний захід понад горою Малий Дол (1283 м), далі різко повертає на північний захід. Тече понад горою Магура Мала (1086,2 м) і присілку (колишнє село Арджелюжа (пол. Ardżeluża)) Ворохти впадає у річку Прут, ліву притоку Дунаю.

## Цікавий факт
- Потік у багатьох місцях перетинає автошлях Р24[4].